# Amurillar
Se llama amurillar o amorillar un árbol o una planta a la acción de arrimar tierra contra sus pies, para abrigar y cubrir sus raíces.
Rara vez es necesario amorillar los árboles cuando han sido plantados por expertos pues saben muy bien que la tierra asienta una pulgada por pie: así la de una hoya de tres pies de profundidad, se hunde o asienta tres pulgadas. Hacen pues esta observación cuando plantan y colocan el injerto a tres pulgadas y media por bajo del nivel del suelo de la hoya, de modo que bien asentada la tierra, el injerto se situará en adelante a nivel del suelo. Pero si las lluvias de tempestad o los aguaceros arrastran la tierra que cubre las raíces del árbol recién plantado o el viejo, entonces se debe sin dilación recoger la tierra de las inmediaciones y cubrir con ella las raíces. También se debe hacer cuando estas o el injerto están muy descubiertas, es efecto de algún accidente extraordinario o no se ha plantado convenientemente. Este último caso no es raro y por la razón contraria: el injerto está muchas veces demasiado bajo o muy metido en tierra cuando siempre estar a flor de ella.
Casi todas las plantas de raíces fibrosas y carnosas necesitan en ciertas circunstancias que las amurillen: 
- el trigo, por ejemplo, después de fuertes heladas, queda levantado y los cultivadores hacen pasar el rodillo por sus campos, para que por medio de esta operación vuelva a entrar en tierra la parte de la planta levantada
- el maíz no prosperaría mucho si no se tuviese cuidado de amurillar su pie dos o tres veces al menos
- lo mismo sucede con las patatas, las coles y otras muchas plantas.